# William Seager

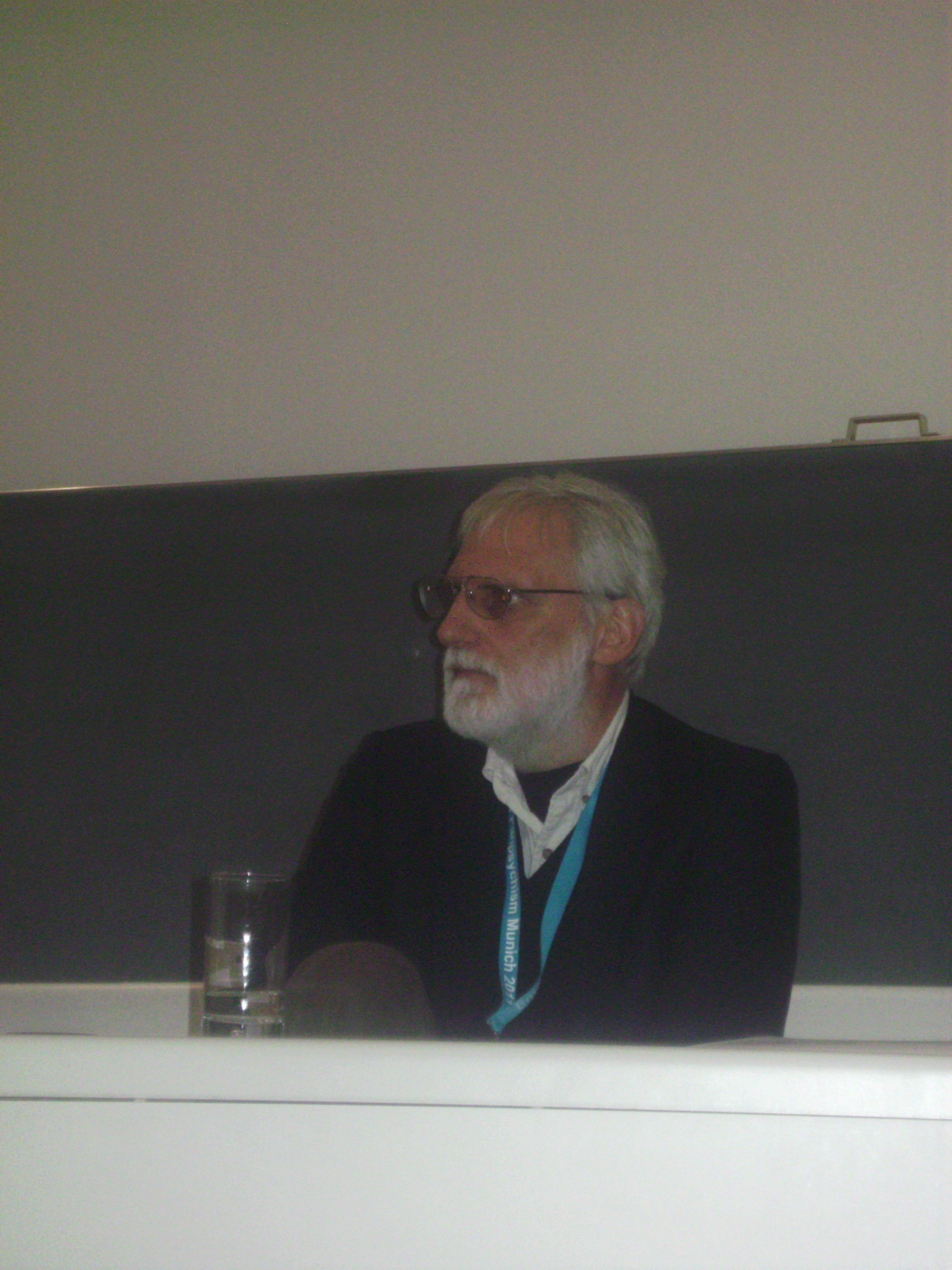
William Seager

William Edward Seager (* 11. April 1952 in Edmonton) ist ein kanadischer Philosoph. Er ist Professor für Philosophie an der University of Toronto. Seine akademischen Schwerpunkte stellen die Philosophie des Geistes und die Wissenschaftstheorie dar. 
Seager studierte an der  University of Alberta und schloss dort 1976 mit dem Master ab. Im Jahre 1981 promovierte er bei Ronald de Sousa  an der University of Toronto mit der Arbeit  Materialism and the Foundations. Seager ist seit 2003 Mitherausgeber der philosophischen Zeitschrift Canadian Journal of Philosophy. 
2023 wurde Seager zum Mitglied der Royal Society of Canada gewählt. 

## Ausgewählte Werke
- The Leibniz Lexicon: A Dual Concordance to Leibniz’s Philosophische Schriften. Olms-Weidmann, Hildesheim 1988, ISBN 9783487090948 (als Hrsg. zus. mit Robert F. McRae, Reinhard Finster, Graeme Hunter, Murray Miles)
- Metaphysics of Consciousness. Routledge, London 1991
- Theories of Consciousness. Routledge, London 1999
- Natural Fabrications: Science, Emergence and Consciousness, Springer Frontiers Collection 2012.
- Truth and Value: Essays for Hans Herzberger. University of Calgary Press 2011 (als Hrsg. zus. mit Jamie Tappenden  und Achille C. Varzi)